# Carignan
Carignan é uma comuna francesa na região administrativa de Grande Leste, no departamento Ardenas. Estende-se por uma área de 14 km². Em 2010 a comuna tinha 2 925 habitantes (densidade: 208,9 hab./km²).